# Yakovlev Yak-152
Yakovlev Yak-152 là một mẫu máy bay huấn luyện sơ cấp của Nga do Cục thiết kế Yakovlev, một phần của Tập đoàn Irkut, thiết kế. Nguyên mẫu Yak-152 bay đầu tiên vào ngày 29 tháng 9 năm 2016, được trang bị động cơ Diesel RED A03 do Đức sản xuất, với công suất đạt mức 500 shp (370 kW). Máy bay đã được Không quân Nga chọn để thay thế các máy bay huấn luyện cơ bản Yakovlev Yak-52 đang được sử dụng hiện tại.

## Phát triển
Năm 2018, sau hai năm thử nghiệm chuyến bay, lựa chọn động cơ RED của Đức bị nghi ngờ vì mối quan hệ giữa Moskva và phương Tây đang đóng băng. Sự thay thế bằng các loại động cơ do Nga sản xuất như loại piston VMZ M-9F hoặc loại tubborop Klimov VK-800 sẽ đòi hỏi sự thay đổi lớn.

## Nhà khai thác trong tương lai
Nga
- Không quân Nga - 150 theo đơn đặt hàng [6]

## Thông số kỹ thuật (Yak-152)

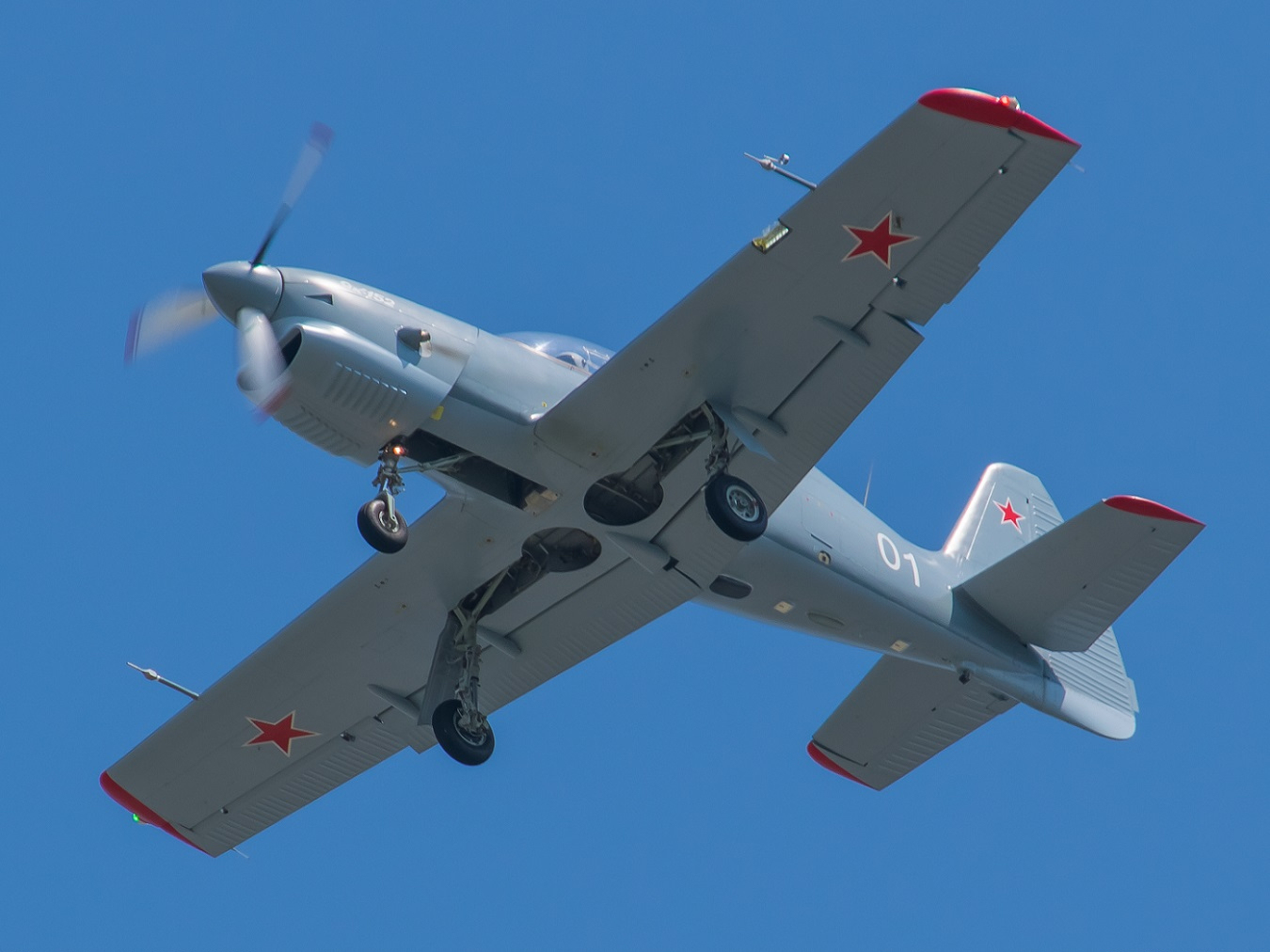
Yak-152 trong chuyến bay ở Irkutsk.

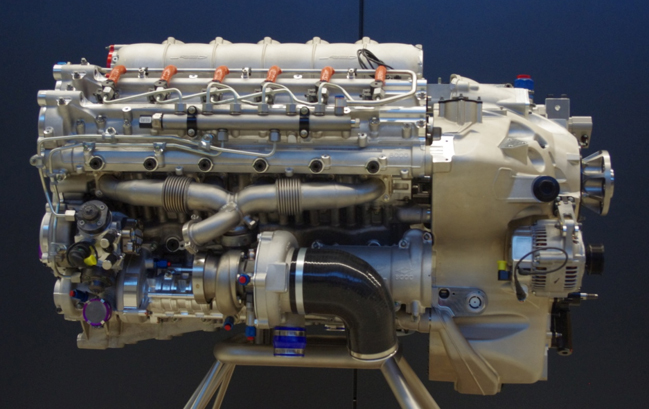
Động cơ Diesel RED A03

Dữ liệu lấy từ Manufacturer and Air Force Technology
Đặc tính tổng quan
- Kíp lái: một
- Sức chứa: một người
- Chiều dài: 7,72 m (25 ft 4 in)
- Sải cánh: 8,82 m (28 ft 11 in)
- Chiều cao: 2,47 m (8 ft 1 in)
- Trọng lượng có tải: 1.320 kg (2.910 lb)
- Trọng lượng cất cánh tối đa: 1.490 kg (3.285 lb)
- Sức chứa nhiên liệu: 200 kg (440 lb)
- Động cơ: 1 × RED Aircraft A03 động cơ Diesel V-12 bốn thì, 370 kW (500 hp)

Hiệu suất bay
- Vận tốc cực đại: 500 km/h (311 mph; 270 kn)
- Vận tốc tắt ngưỡng: 100 km/h (62 mph; 54 kn)
- Tầm bay: 1.500 km (932 mi; 810 nmi)
- Trần bay: 4.000 m (13.123 ft)
- Số G giới hạn: +9/-7
- Vận tốc lên cao: 10 m/s (2.000 ft/min)